# Una luz en la ventana
Pour plus de détails, voir Fiche technique et Distribution.
Una luz en la ventana est un film espagnol réalisé par Manuel Romero et sorti en 1942.
Il est considéré comme le premier film d'horreur argentin.

## Synopsis
Une infirmière travaille à contre-cœur pour un médecin fou qui ambitionne de soigner l'acromégalie.

## Fiche technique
- Titre : Una luz en la ventana
- Réalisation : Manuel Romero
- Scénario : Manuel Romero
- Musique : George Andreani
- Photographie : Alfredo Traverso
- Montage : Antonio Rampoldi
- Société de production : Lumiton
- Pays :  Argentine
- Langue : espagnol
- Genre : Thriller et horreur
- Durée : 72 minutes
- Date de sortie : 
  - Argentine : 12 mai 1942

## Distribution
- Narciso Ibáñez Menta : Dr. Herman
- Irma Córdoba : Angélica
- Juan Carlos Thorry : Mario
- Severo Fernández : Juan
- Nicolás Fregues : Dr. Roberts
- María Esther Buschiazzo : Mme. Herman
- Pedro Pompillo : l'idiot
- Aníbal Segovia : le gardien du chemin de fer
- Gerardo Rodríguez : l'officier de police
- Fernando Campos : le sergent de Police